# لوکاس وایسهایدینر
لوکاس وایسهایدینر (آلمانی: Lukas Weißhaidinger؛ زادهٔ ۲۰ فوریهٔ ۱۹۹۲) پرتاب‌گر دیسک اهل اتریش است.
وی در مسابقات کشوری و بین‌المللی در مجموع برندهٔ ۳ مدال طلا و ۳ مدال برنز شده‌است.